# Mairie du 13e arrondissement de Paris
La mairie du 13e arrondissement de Paris est le bâtiment qui héberge les services municipaux du 13e arrondissement de Paris, en France.

## Situation et accès
La mairie du 13e arrondissement est située place d'Italie, entre le boulevard de l'Hôpital, l'avenue des Gobelins, et la rue Philippe-de-Champagne et par la ligne de métro 5, 6 et 7.

## Historique
Le bâtiment a été conçu par l'architecte Paul-Émile Bonnet et construit entre 1873 et 1877.

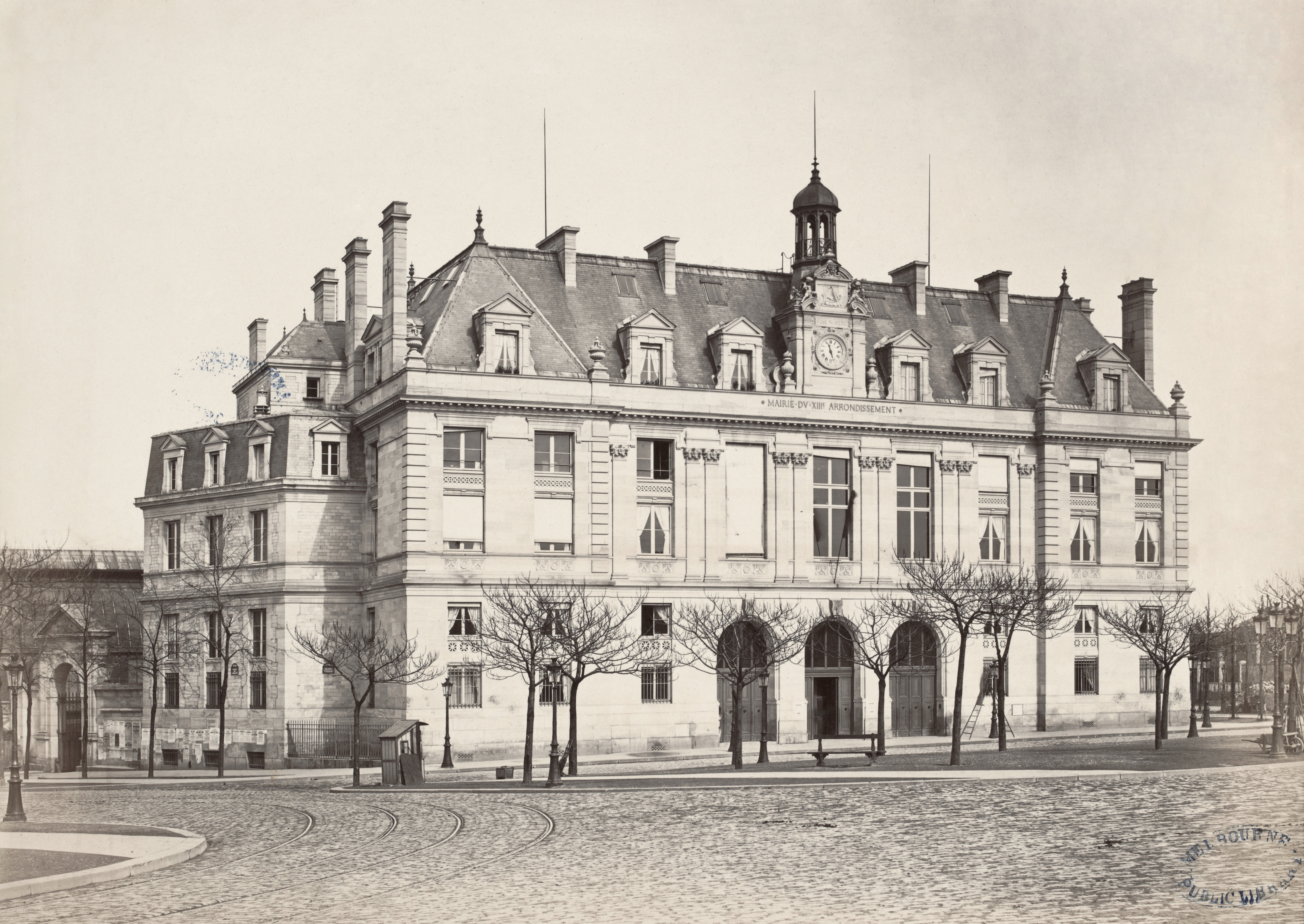
La mairie du 13e arrondissement de Paris photographiée vers 1877 par Charles Marville.